# È andato tutto bene
È andato tutto bene (Tout s'est bien passé) è un film del 2021 scritto e diretto da François Ozon.
Adattamento cinematografico dell'omonimo romanzo di Emmanuèle Bernheim (2013), è stato presentato in concorso al 74º Festival di Cannes.

## Trama
André è un uomo di ottant'anni, non ha mai divorziato dalla moglie malgrado le sue relazioni omosessuali, ha sempre anteposto i suoi interessi personali alla famiglia e alle due figlie. Colpito da un grave ictus che ne compromette la qualità della vita, decide di sottoporsi a eutanasia e pertanto chiede alla figlia Emmanuèle di aiutarlo a portare a compimento la sua decisione. 
Emmanuèle, che pure serba rancore verso l'uomo egoista e capriccioso che da bambina non l'ha mai amata, mette al corrente la sorella Pascale e la madre Claude, anziana e affetta da Parkinson, della richiesta di suo padre. Benché non si senta pronta, di fronte all'ostinata caparbietà dell'uomo anche a costo di andare oltre la legge, decide di mettersi in moto per aiutarlo a morire. Per questo contatta l'esponente di un'organizzazione svizzera che predisporrà il suicidio assistito, nella data che l'ottantenne ha previsto ma che all'ultimo momento cambierà per un ennesimo capriccio.

## Promozione
Il trailer è stato diffuso online il 7 luglio 2021.

## Distribuzione
Il film è stato presentato in anteprima il 7 luglio 2021 in concorso alla 74ª edizione del Festival di Cannes, per poi venire distribuito nelle sale cinematografiche francesi da Diaphana Distribution a partire dal 21 settembre 2021.

## Riconoscimenti
- 2021 - Festival di Cannes
  - In concorso per la Palma d'oro